# 比売神
比売神（ひめがみ）は、神道の女神である。

## 概要
神社の祭神を示すときに、主祭神と並んで比売神（比売大神）、比咩神、姫大神などと書かれる。これは特定の神の名前ではなく、神社の主祭神の妻や娘、あるいは関係の深い女神を指すものである。
八幡社では比売大神を祀る。総本宮である宇佐神宮（大分県宇佐市）や宇佐から勧請した石清水八幡宮（京都府八幡市）などでは、宗像三女神を祭神として祀る。しかし、八幡社の比売大神の正体については諸説があり地域によっても異なる。この比売大神は宇佐神宮南方に位置する御許山に降臨したとされるが、大分県杵築市の奈多宮では、沖合に浮かぶ市杵島（または厳島）と呼ばれる岩礁に比売大神が降臨したと伝えられる。
春日大社に祀られる比売神は天児屋命（あめのこやねのみこと）の妻の天美津玉照比売命（あめのみつたまてるひめのみこと）である。大日孁貴尊（アマテラス）を比売神としている神社もある。

## 比売神社
比売神を主祭神としており、日本各地にある。単純に「比売神社」と呼ばれるものは他の神社の摂末社であることが多い。

### 主な神社
- 比賣神社（小矢部市）
- 比賣神社（南砺市）
- 比賣神社（奈良市） - 鏡神社摂社
- 比賣神社（比売神社）（泉佐野市） - 日根神社摂社
- 市比売神社
- 丹生都比売神社 (官幣大社、紀伊国一宮)
- 白山比咩神社 (国幣中社、加賀国一宮)
- 姉倉比売神社
- 多治速比売神社
- 鐸比古鐸比売神社
- 村屋坐弥冨都比売神社
- 伊和都比売神社
- 佐用都比売神社

など多数。